# Stara Skvareava, Jovkva
Stara Skvareava (în ucraineană Стара Скварява) este o comună în raionul Jovkva, regiunea Liov, Ucraina, formată numai din satul de reședință.

## Demografie
Componența lingvistică a comunei Stara Skvareava
     Ucraineană (99,91%)
     Alte limbi (0,09%)
Conform recensământului din 2001, majoritatea populației comunei Stara Skvareava era vorbitoare de ucraineană (99,91%), existând în minoritate și vorbitori de alte limbi.